# Джеффрі Лей
Джеффрі Лей (англ. Jeffrey Lay, 6 жовтня 1969) — канадський академічний веслувальник.
Срібний призер Олімпійських Ігор 1996 року в складі розпашної четвірки без стернового легкої ваги.